# Manuel Molina Solís
Manuel Molina Solís (1891 - 1926) fue un abogado, profesor, orador y político mexicano, nacido en Bolonchén, hoy Campeche y muerto en la ciudad de Mérida, Yucatán. Sus padres fueron Juan Francisco Molina y Esquivel y Cecilia Solís Rosales. Fue gobernador interino de Yucatán durante una de las ausencias de su hermano Olegario Molina Solís, en 1903.

## Datos biográficos
Hizo sus estudios de jurisprudencia en el Instituto Literario de Yucatán. Fue profesor de jurisprudencia durante varios años. Fue diputado local al Congreso de Yucatán y al Congreso de Tabasco. Sustituyó a su hermano, Olegario Molina, en la gubernatura de Yucatán del mes de julio a octubre de 1903.
Durante su breve ejercicio del poder público en Yucatán integró una comisión para preparar una iniciativa a fin de reformar el Código Penal de Yucatán.
Fue autor de un folleto en el que estableció la necesidad de entrar en un tratado internacional a fin de acabar con las usurpaciones del gobierno británico en el territorio de Belice que había quedado a merced de los aventureros después de la terminación de la denominada guerra de castas, en 1902, y como resultado también de la separación del territorio de Quintana Roo del estado de Yucatán, llevada al cabo por el porfiriato.